# فرانکو د پدرینا
فرانکو د پدرینا (انگلیسی: Franco De Pedrina؛ زادهٔ ۲۷ january ۱۹۴۱ (۸۴ سال)) ورزشکار روئینگ اهل ایتالیا است.
وی در مسابقات کشوری و بین‌المللی در مجموع برندهٔ ۱ مدال نقره، ۱ مدال برنز شده‌است.